# Una rosa blanca
Una rosa blanca è il terzo album dal vivo di Zucchero Fornaciari, registrato in occasione del concerto tenutosi a L'Avana l'8 dicembre 2012, data zero de La sesión cubana World Tour. È stato pubblicato il 3 dicembre 2013 e anticipato dal singolo Quale senso abbiamo noi, uscito in radio e formato digitale il 1º novembre 2013.

## Descrizione
Poco dopo la pubblicazione dell'album La sesión cubana è andato in onda su Rai 2 un documentario dedicato al concerto di Zucchero nella capitale cubana. Il documentario, oltre al concerto, mostrava interviste ai protagonisti della serata del live, curiosità e video inediti. Questo materiale inedito è stato ripreso, ampliato e inserito nel nuovo lavoro. Per questo motivo Una rosa blanca può essere ritenuto complementare a La sesión cubana.
L'album, infatti, è formato da due CD e un DVD. Quest'ultimo, oltre al concerto integrale, riporta un documentario esclusivo e due nuovi video, uno dell'inedito Quale senso abbiamo noi e l'altro di Never Is a Moment. Il CD1 si apre con Zucchero che recita alcuni versi della poesia di apertura dei Versos sencillos, del politico e scrittore cubano José Martí. La poesia richiama il testo della canzone Guantanamera in molti suoi versi, ed è considerata dal popolo cubano un brano di amore e speranza.
Ha venduto oltre 25 000 copie in Italia venendo certificato come disco d'oro.

## Tracce

### Versione italiana
CD 1
1. Una rosa blanca (Intro) – 0:40
2. Nena – 4:44
3. Un kilo – 3:34
4. Cuba libre – 3:35
5. Never Is a Moment – 3:52
6. Vedo nero – 4:24
7. Baila – 4:06
8. L'urlo – 3:16
9. Everybody's Got to Learn Sometime – 4:52
10. God Bless the Child – 3:43
11. Così celeste – 5:06
12. Love Is All Around – 4:12
13. Guantanamera (Guajira) – 3:56
14. Pana – 4:26
15. Ave Maria no morro – 3:39
16. Diamante – 5:53

CD 2
1. Pronto – 4:11
2. Bacco perbacco – 3:57
3. Like the Sun – 4:30
4. Spicinfrin Boy – 4:04
5. Overdose (d'amore) – 4:52
6. Con le mani – 4:47
7. Diavolo in me – 5:28
8. Sabor a ti – 3:15
9. Senza una donna – 4:40
10. Per colpa di chi? – 5:04
11. Quale senso abbiamo noi – 4:19 (testo: Zucchero, Tricarico – musica: Zucchero) – inedito

DVD
1. Una rosa blanca (Intro)
2. Nena
3. Un kilo
4. Cuba libre
5. Never Is a Moment
6. Vedo nero
7. Baila
8. L'urlo
9. Everybody's Got to Learn Sometime
10. God Bless the Child
11. Così celeste
12. Love Is All Around
13. Guantanamera (Guajira)
14. Pana
15. Ave Maria no morro
16. Diamante
17. Pronto
18. Bacco perbacco
19. Like the Sun
20. Spicinfrin Boy
21. Overdose (d'amore)
22. Con le mani
23. Diavolo in me
24. Sabor a ti
25. Senza una donna
26. Per colpa di chi?

- Docufilm del concerto di L'Havana
- Quale senso abbiamo noi, su YouTube. URL consultato il 3 giugno 2016.
- Never Is a Moment (videoclip)

### Versione internazionale
CD 1
1. Nena
2. Baila
3. Un kilo
4. Never Is a Moment
5. Guantanamera (Guajira)
6. Cuba libre
7. L'urlo
8. Everybody's Got to Learn Sometime
9. Love Is All Around (Still)
10. Così celeste
11. Pana
12. Ave Maria no morro
13. Sabor a ti

CD 2
1. Pronto
2. Bacco perbacco
3. Like the Sun
4. Spicinfrin Boy
5. Overdose (d'amore)
6. Vedo nero
7. God Bless the Child
8. Diamante
9. Con le mani
10. Diavolo in me
11. Senza una donna
12. Per colpa di chi?
13. Quale senso abbiamo noi (testo: Zucchero, Tricarico – musica: Zucchero) – inedito

## Classifiche

### Classifiche settimanali
| Classifica (2013) | Posizione massima |
| ----------------- | ----------------- |
| Belgio (Vallonia) | 181               |
| Croazia           | 29                |
| Grecia            | 56                |
| Italia            | 10                |
| Svizzera          | 50                |

### Classifiche di fine anno
| Classifica (2013) | Posizione |
| ----------------- | --------- |
| Italia            | 75        |
| Classifica (2014) | Posizione |
| Italia            | 77        |

## Formazione
- Zucchero - voce, chitarra
- Polo Jones - basso
- Adriano Molinari - batteria
- Horacio Hernandez - batteria
- Kat Dyson - chitarra, cori
- Mario Schillirò - chitarra
- Elmer Ferrer - chitarra
- Nicola Peruch - tastiere
- Joaquín Nuñez Hidalgo - percussioni
- Jorge Luis Nunez - percussioni
- Karel Escalon - timbali
- Lazaro Amauri - tromba
- Osmil Renè - tromba
- Maykel Fernando - trombone
- Dorian Carol - cori
- Dyalis De Regla - cori
- Liuba Calvo - cori